# SWOT-elemzés
A SWOT-elemzés a stratégiaalkotás folyamatának egyik lépése. Gyakran találkozhatunk a módszerrel, illetve a fogalommal SWOT-analízis néven is.

## A SWOT-elemzés fogalma
A SWOT elemzéssel feltérképezhetjük egy piac, iparág, üzlet, termék, szolgáltatás stb. piaci életképességét, illetve megismerhetjük, hogy mely feladatok a legfontosabbak stratégiai szempontból. Leggyakrabban az üzleti terv részét képezi: bankok, vagy befektetők számára készül, hogy látható legyen az üzleti tervben, melyek a megtérülés esélyei, arányai.

### Jelentése
A SWOT egy angol mozaikszó, 4 szó kezdőbetűiből áll össze:
- Strengths - erősségek
- Weaknesses - gyengeségek
- Opportunities - lehetőségek
- Threats - veszélyek

### Magyar megfelelője
A SWOT-elemzés magyar megfelelője a GYELV-elemzés.
- Gyengeségek: belső tényezők: olyan dolgok, amik nem jól működnek, de lehet rá befolyás, hogy jobb legyen.
- Erősségek: belső tényezők: pozitív dolgok, amik jól működnek, és lehet rá befolyás, hogy még jobban működjenek.
- Lehetőségek: külső tényezők: olyan adottságok, amelyeket nem tudunk befolyásolni, de kedvezőek, és rájuk építve kihasználhatjuk az erősségeinket.
- Veszélyek: külső tényezők: olyan korlátok, negatív tényezők, amelyeket nem tudunk befolyásolni, és csökkentik a siker esélyeit, kockázatot is jelentenek.

Amikor SWOT-elemzést végzünk a stratégia kiértékelése céljából, akkor a hangsúlynak nem azon kell lennie, hogy mindenféle erősséget, gyengeséget, lehetőséget és veszélyt felsoroljunk, hanem inkább azon, hogy felismerjük azokat, amelyek kapcsolatban állnak a stratégiával. Ez még mindig nem elég, mert néhány erősség vagy gyengeség fontosabb lehet a stratégia építésénél vagy a piaci helyzet szempontjából, mint a többi, és ugyanez vonatkozik a lehetőségekre és veszélyekre is. Fontos tehát, hogy a SWOT-listát kiértékeljük abból a szempontból, hogy milyen következményei vannak a stratégiára nézve, és a stratégia alkotásánál milyen területeket kell még feltárni.
A SWOT elemzésnek van számos hátránya is:
- Nem tudja megmutatni, hogy szerezhet versenyelőnyt egy cég.
- Nem tud alkalmazkodni a gyorsan változó belső és külső környezethez.
- A SWOT elemzés gyakran csak a korábban felállított állapotokat mutatja be és azok célját védi.

Ezekre válaszul alkotta meg Michael Porter az Öt erő modellt.